# Lettera di Ignazio ai Romani
La Lettera di Ignazio ai Romani (spesso abbreviata Ign. Rom.) è un'epistola attribuita a Ignazio di Antiochia, vescovo di Antiochia del II secolo. Fu scritta durante il suo trasporto da Antiochia alla sua esecuzione a Roma. Ai Romani contiene la spiegazione più dettagliata di Ignazio delle sue opinioni sul martirio.

## Composizione
Ai Romani è una delle sette epistole attribuite a Ignazio che sono generalmente accettate come autentiche. Nel V secolo, questa raccolta fu ampliata da lettere spurie.
È chiaro che Ai Romani fu scritta poco prima del martirio di Ignazio, ma non è chiaro quando avvenne precisamente questo martirio. La tradizione colloca il martirio di Ignazio nel regno di Traiano, che fu imperatore di Roma dal 98 al 117 d.C. Mentre molti studiosi accettano la datazione tradizionale del martirio di Ignazio sotto Traiano, altri hanno sostenuto una data un po' successiva. Richard Pervo ha datato la morte di Ignazio al 135-140 d.C., e il classicista britannico Timothy Barnes ha sostenuto una data intorno al 140 d.C. È interessante notare che, anche se non è noto in quale anno Ignazio abbia scritto questa lettera, fornisce il mese e il giorno: 23 agosto (Ign. Rom. 10).

## Contesto storico
Dopo il suo arresto in Siria, Ignazio attraversò molte città per recarsi a Roma per l'esecuzione. Ai Romani fu scritta prima del suo arrivo a Roma, mentre si trovava a Smirne. La prova del viaggio di Ignazio a Roma proviene principalmente dallo storico della chiesa del IV secolo Eusebio di Cesarea.
Mentre le altre epistole ignaziane sono indirizzate a comunità con le quali Ignazio aveva già avuto contatti (di persona o tramite rappresentanti), Ai Romani si rivolge ai cristiani romani prima del suo arrivo a Roma. L'epistola potrebbe aver avuto lo scopo di consentire ai cristiani romani di prepararsi per l'arrivo di Ignazio, soprattutto perché include il giorno e il mese specifici in cui è stata scritta.

## Contenuto
L'epistola segue questo formato epistolare di base:
- Saluto alla Chiesa di Roma (prefazione)
- Chiedere che i cristiani di Roma non intervengano per fermare il suo martirio (1,1-3,3)
- Spiegazione della sua sofferenza come unione con Cristo (4,1-8,1)
- Chiusura e addio (8,2-10,3) [5]

Breve riassunto dell'epistola:
"Saluti ai Romani! Anche se sono indegno, desidero vederti. Prega per me. E quando arrivo in catene, fammi morire di martirio, divorato dalle bestie feroci! Desidero ardentemente questa prova che sono un vero discepolo di Cristo. Lasciami seguire le orme del Signore. Non provo più piacere nella vita. Pregate per la chiesa in Siria."

## Significato
Sebbene la Lettera ai Romani sia principalmente significativa per la discussione di Ignazio sul suo imminente martirio, è anche importante come esempio della letteratura paleocristiana, sebbene differisca dalle altre sei lettere scritte da Ignazio.
Ignazio implora i cristiani romani di permettergli di essere martirizzato, di mettere in pratica ciò che insegnano riguardo al sopportare la sofferenza. Il linguaggio che Ignazio usa per prefigurare il modo col quale morrà, attinge alla simbologia  eucaristica, ossia alla concezione di sacrificio alla medesima sottesa.  Il tema della morte, che lo attende per il solo fatto di  essere un seguace di Cristo, permea le lettere in stretta connessione con quello della dazione del proprio corpo in offerta. Nelle lettere ricorda, in coerenza con la dottrina cristiana, che con la morte l'uomo raggiunge in Cristo la vera libertà, lasciandosi alle spalle le cose del mondo, che per lui, destinato a morire, hanno perso ogni valore. Ignazio paragona anche il suo movimento verso Roma a una marcia vittoriosa dalla battaglia. Le varie metafore usate da Ignazio, secondo la retorica del suo tempo, gli consentono, quindi, di illustrare efficacemente il senso cristiano di accettazione di una morte ingiusta ma, date le circostanze, inevitabile, ossia del martirio che sta per subire.
Inoltre, è importante in quanto differisce dalle altre sei epistole di Ignazio. Questa lettera discute il martirio con un popolo che Ignazio non ha ancora incontrato personalmente (la comunità cristiana di Roma), mentre le altre lettere affrontano principalmente questioni come la gerarchia ecclesiastica, i credi e le confessioni e il mantenimento del cristianesimo. Ignazio osservò anche che non poteva comandare i cristiani romani come facevano una volta Pietro e Paolo, un commento del genere avrebbe senso solo se Pietro fosse stato un capo, se non il capo, della chiesa di Roma. Pertanto, questa lettera attribuisce importanza a Roma come veicolo verso il martirio.
Infine, questo testo è importante anche perché fornisce uno schizzo della gerarchia ecclesiastica emergente. Possiamo vedere come stava nascendo la gerarchia ecclesiastica a tre livelli (composta da vescovi, anziani e diaconi) e come le chiese regionali stavano guadagnando unità attraverso di essa.